# Notophthiracarus aquilus
Notophthiracarus aquilus är en kvalsterart som beskrevs av Wojciech Niedbała 2000. Notophthiracarus aquilus ingår i släktet Notophthiracarus och familjen Phthiracaridae. Inga underarter finns listade i Catalogue of Life.